# Якобсен, Сольвейг Гунбьёрг
Сольвейг Гунбьорг Якобсен (норв. Solveig Gunbjørg Jacobsen, 8 октября 1913 — 25 октября 1996) — первый человек, рождённый в Антарктике.
Её отец Фритьоф Якобсен (1874—1953) поселился в 1904 году в британском владении Южная Георгия, входившем в состав Зависимых территорий Фолклендских островов. Якобсен работал помощником менеджера, а с 1914 по 1921 год — директором китобойной базы Грютвикен. Двое детей Якобсена и его жены Клары Олете Якобсен родились на острове.
Сольвейг родилась в Грютвикене 8 октября 1913 года и была зарегистрирована британским судьёй в Южной Георгии Джеймсом Уилсоном.